# Кривоносово (Рязанская область)
Кривоно́сово — деревня в Рыбновском районе Рязанской области. Входит в состав Пощуповского сельского поселения.

## География
Деревня находится в западной части Рязанской области, на расстоянии примерно 13 км (по прямой) к северо-востоку от железнодорожного вокзала в городе Рыбное, административном центре района.

### Часовой пояс
Деревня Кривоносово, как и вся Рязанская область, находится в часовой зоне МСК (московское время). Смещение применяемого времени относительно UTC составляет +3:00.

## История
Впервые упоминается в 1700 году. На карте 1850 года показана как поселение с 8 дворами. В 1859 году в деревне Рязанского уезда Рязанской губернии насчитывалось 11 дворов и проживало 66 человек, в 1897 году — 45 дворов и 345 человек.

## Население
| 2010 |
| ---- |
| 12   |

### Национальный состав
Согласно результатам переписи 2002 года, в национальной структуре населения русские составляли 100 % из 17 чел.